# (4148) McCartney
(4148) McCartney ist ein Hauptgürtelasteroid, der vom Lowell-Observatorium aus durch Ted Bowell am 11. Juli 1983 entdeckt wurde.
Der Asteroid ist nach dem Ex-Beatle Paul McCartney benannt.